# 263
El 263 (CCLXIII) fou un any comú començat en dijous del calendari julià.

## Esdeveniments
- El matemàtic xinès Liu Hui escriu un important tractat sobre Els nou capítols de les arts matemàtiques.[1]